# Georg Freiherr von Brandis
Georg Freiherr von Brandis (* 10. Juli 1948 in Hamburg; † 2. August 2021 in Bonn) war ein deutscher Offizier, zuletzt Generalmajor. In seiner letzten Verwendung war er von Februar 2008 bis Januar 2010 Amtschef des Militärischen Abschirmdienstes der Bundeswehr in Köln.

## Leben
Seine Eltern waren der Journalist Thilo Freiherr von Brandis (* 1916) und Sieglinde von Wasielewski (* 1921), Tochter der Eva von der Linde und des Oberst Wolfgang von Wasielewski. Thilo und Sieglinde von Brandis heirateten 1944 in Potsdam. Georg von Brandis hatte vier Geschwister. Er selbst heiratete 1971 in Bremen Nora Dehn, sie haben eine Tochter und einen Sohn.
Georg Freiherr von Brandis trat 1967 in die Bundeswehr ein und gehörte zunächst dem Panzerbataillon 134 in Wetzlar an. 1968 begann er seine Offizierausbildung beim Panzergrenadierbataillon 142 in Koblenz.
1970 war er Zugführer in der Luftlandepanzerabwehrkompanie 270 in Munster. 1974 folgte eine Stabsverwendung beim Fallschirmjägerbataillon 272 in Wildeshausen, wo er 1975 Kompaniechef wurde. Daran schloss sich 1978 eine Stabsverwendung beim Fallschirmjägerbataillon 271 in Iserlohn an. Im gleichen Jahr hatte er den Dienstrang Hauptmann. Von 1979 bis 1981 wurde er im 22. Generalstabslehrgang Heer an der Führungsakademie der Bundeswehr in Hamburg zum Offizier im Generalstabsdienst ausgebildet. Es folgte 1981 eine Verwendung im Stab der Panzergrenadierbrigade 16 in Wentorf bei Hamburg.
Von 1983 bis 1986 wurde von Brandis beim Bundesnachrichtendienst auf Zeit verwendet. 1986 wurde er stellvertretender Militärattaché in Washington, D.C. und danach 1989 Kommandeur des Fallschirmjägerbataillons 262 in Merzig.
Von 1991 bis 1994 war er Referent im Bundesministerium der Verteidigung (FüS II) in Bonn. 1994 erfolgte ein erneuter Wechsel zum Bundesnachrichtendienst, wo er den Dienstposten eines Referatsleiters bekleidete. Ab 1998 war er als Stabsoffizier im II. Deutsch-Amerikanischen Korps in Ulm eingesetzt und wurde 2000 Referatsleiter im Führungsstab der Streitkräfte in Bonn. 2002 bis 2005 war er ständiger Vertreter des Präsidenten des Militärischen Abschirmdienstes (MAD).
Danach war von Brandis vom 4. Oktober 2005 bis Ende Februar 2008 Vizepräsident für militärische Angelegenheiten des Bundesnachrichtendienstes, bevor er zum Ende seiner Laufbahn die Leitung des Militärischen Abschirmdienstes übernahm.
Freiherr Georg von Brandis war seit 1977 Ehrenritter und seit 1990 Rechtsritter des Johanniterordens, organisiert in der Provinzialgenossenschaft Preussen.